# Vendredi 13, chapitre VII : Un nouveau défi
Série Vendredi 13
Chapitre VI : Jason le mort-vivant
(1986) Chapitre VIII : L'Ultime Retour
(1989)
Pour plus de détails, voir Fiche technique et Distribution.
Vendredi 13, chapitre VII : Un nouveau défi (Friday the 13th Part VII: The New Blood) est un film américain de John Carl Buechler sorti en 1988. C'est le septième opus de la saga Vendredi 13.
Le film met en scène Jason qui est toujours prisonnier de ses chaînes au fond du lac Crystal mais Tina, une jeune fille au passé trouble, responsable de la mort de son père et ayant des pouvoirs télékinésiques incontrôlés, décide de ramener son père du monde des morts. Croyant l'avoir enfin libéré, elle s'aperçoit que l'homme qui jaillit soudainement du lac n'a rien à voir avec son père et c'est alors que plusieurs meurtres se succèdent. Tina est convaincue que ses visions sont fondées, qu'il s'agit bel et bien de Jason Voorhees et qu'elle devra alors utiliser ses pouvoirs afin de rester en vie et neutraliser une fois pour toutes Jason.

## Synopsis
Quelques mois après la conclusion du précédent film, Jason Voorhees reste mort et enchaîné à un rocher au fond de Crystal Lake. Tina Shepard entend son père alcoolique frapper sa mère dans leur maison près du lac. Le traumatisme émotionnel provoque en elle des capacités télékinésiques, ce qui amène le quai à s'effondrer, le noyant dans le lac Crystal. Dix ans plus tard, Tina  est toujours aux prises avec la culpabilité et a été placée depuis dans une série d'institutions psychiatriques. Sa mère, Amanda Shepard, et son thérapeute, le Dr Crews, la convoquent à la maison du lac pour une séance sur le terrain. À leur insu, le Dr Crews a l'intention d'exploiter l'angoisse de Tina pour étudier ses capacités, parce que les pouvoirs de Tina se déchaînent sous la contrainte extrême, le Dr Crews devant continuellement garder son niveau de stress élevé par des séances éprouvantes. En dépit de ses soupçons sur ses véritables intentions, Tina coopère à contrecœur.
Pendant ce temps, plusieurs adolescents résident dans la maison de vacances voisine pour surprendre leur ami Michael, pour son anniversaire. En dépit de leur amitié pour Michael, la plupart ne s'entendent pas entre eux. Parmi eux, le cousin de Michael nommé Nick, Maddy, Robin, l'écrivain de science-fiction raté Eddie, David, Russel, Ben, sa petite-amie Kate, Sandra et Melissa. Nick est frappé à la vue de Tina et tente de se lier d'amitié avec elle, au grand dam de Melissa. Tina, désireuse de nouer des relations normales avec ses pairs, tente de se faire des amis, avec des résultats mitigés.
Après une séance particulièrement stressante avec le Dr Crews, Tina s'enfuit de la maison et détecte sur le quai la présence du corps très endommagé de Jason dans le lac. Le prenant pour son père, elle concentre ses pouvoirs, ressuscite par inadvertance Jason et le libère. Tina s'évanouit en le voyant tandis qu'il nage jusqu'au rivage. Après avoir entendu son histoire, le Dr Crews rejette l'incident comme étant une hallucination. La voiture de Michael tombe en panne, et lui et sa petite amie sont tués par Jason, qui tue plus tard un couple de campeurs. Tina a une vision de la mort de Michael et découvre le pic de tente utilisé pour les tuer, mais quand elle essaie de montrer les preuves au Dr Crews, elle ne les retrouve plus et doute de sa santé mentale.
Pendant ce temps, Sandra invite Russel à prendre un bain de minuit avec elle, mais il se fait tuer par Jason qui lui donne un coup de hache en pleine tête, traversant sa cervelle dans une gerbe d'os et de sang. Sandra aperçoit son cadavre sur la berge avant de se faire attaquer par Jason qui la noie dans le lac, l'eau s'engouffrant dans ses poumons, la condamnant à mourir dans d'horribles souffrances. Après cela, Jason s'attaque à Maddy qui s'était faite belle pour séduire David. Elle se cache dans une cabane, mais Jason la retrouve et la tue avec une faucille, tranchant ses organes vitaux. Le Dr Crews, quant à lui, a des soupçons concernant Jason quant à la vision de Tina d'un « homme dans le lac », mais il est révélé qu'il a lui-même caché le pic de tente. Il va se promener dans les bois, où il tombe sur le corps de Michael coincé dans un arbre. Il revient et voit que Mme Shepard a lu ses notes et découvert ses motivations. Prêt à tout pour s'en tirer, le Dr Crews annule le voyage et a l'intention d'emmener Tina après l'avoir droguée. Tina le surprend et s'enfuit dans la voiture de sa mère. Elle a une vision de Jason tuant sa mère et vire sur la route. Mme Shepard et le Dr Crews, qui ont vu sa voiture se rendre dans les bois, partent pour la retrouver. Jason tue Ben en lui écrasant la tête et Kate en la poignardant à l'oeil avec une trompette festive d'anniversaire, dans la camionnette du groupe, tandis que Melissa se sert d'Eddie pour tenter de rendre Nick jaloux. Elle lui avoue qu'elle le manipule avant de partir à la recherche de Nick. David et Robin couche ensemble, après quoi, David se rend à la cuisine afin de chercher de la nourriture, mais il se fait tuer par Jason. Eddie se fait tuer à son tour alors qu'il se lamentait sur son sort. Robin commence à s'inquiéter et elle se fait défenestrer par Jason après être partie à la recherche de David. Tina et Nick se réunissent dans les bois et découvrent le corps de Michael. Ils retournent à la maison du lac et découvrent des preuves de la tromperie du Dr Crews, et la véritable identité de Jason. Dans la forêt, la mère de Tina et le Dr Crews tombent sur Jason. Le Dr Crews se sert de la mère de Tina comme bouclier humain pour se protéger de Jason avant de s'enfuir. Nick part pour avertir ses amis, mais trouve le cadavre d'Eddie et comprend qu'il est trop tard. De son côté, Tina se rend dans les bois pour retrouver sa mère et tombe sur le Dr Crews. Ce dernier lui explique que sa mère est morte, après quoi, elle s'enfuit. En tentant de la rattraper, le Dr Crews est poursuivi par Jason qui le tue avec une débroussailleuse. Tina aperçoit Kate, mais en s'approchant, elle découvre les morceaux des victimes de Jason éparpillées dans les bois, y compris sa mère, réduite en charpie.
Tina retourne à la cabane et retrouve Jason, qui l'attendait. Bouleversée par les événements, elle concentre sa rage et attaque Jason avec ses pouvoirs. Une bataille s'ensuit, mais en dépit de supporter une batterie d'agressions, y compris l'électrocution, Jason prouve qu'il résiste à tout. Finalement, Tina le fait tomber du toit où la véranda l'écrase. Elle retourne à la maison pour trouver Nick et Melissa. Melissa est perturbée par leurs histoires et la tempête hors de la maison, mais quand elle ouvre la porte, Jason la tue d'un coup de hache dans la tête, explosant sa cervelle et son tronc cérébral. Nick et Tina tentent d'atteindre la porte mais Jason la referme rapidement. Nick et Tina réussissent à atteindre l'escalier, bien que Jason soit proche d'avoir attrapé Nick. Les deux montent à l'étage, mais la porte de l'étage est verrouillée, tandis que Jason monte et arrive en haut de l'escalier. Tina se sert de ses pouvoirs afin de lancer une lampe du plafond sur le masque de Jason. Le choc est si fort que Jason chute à travers l'escalier. Tina et Nick descendent l'escalier et semblent soulagés que Jason soit mort. Mais, le monstre a survécu et attrape Nick avant de le jeter violemment au sol, ce qui l’assomme. Jason, furieux, essaie de le tuer en brisant sa colonne vertébrale avec son pied. Tina, se mettant à pleurer, mais furieuse également, se sert de ses pouvoirs afin de comprimer le masque de Jason qui finit par se fendre en deux et révèle l'horrible visage de ce dernier. Tina se ressert ensuite de ses pouvoirs pour pendre et jeter Jason au sous-sol, mais le tueur l'attaque : elle se défend alors en réutilisant ses pouvoirs pour lui lancer des clous dans le corps, dont un dans son front pour finir par l'immoler. Le feu devient hors de contrôle et Nick vole à son secours. Ils s'échappent de la maison tandis que la maison explose. Jason survit à l'explosion et les attaque, frappant Nick et se jetant sur Tina. Dans un dernier effort désespéré, Tina se sert plus violemment de son esprit. Son père jaillit de l'eau et enroule les vieilles chaînes de Jason autour de son cou avant de l'entraîner dans le lac. Le lendemain matin, les pompiers éteignent l'incendie et trouvent le masque de Jason brisé en deux. Nick se réveille dans une ambulance, à côté de Tina, et lui demande avec angoisse ce qu'il en est de lui. Tina lui dit qu' « ils se sont occupés de lui », tandis que l'ambulance les conduit hors de la ville.
Dans une fin alternative coupée de la version finale, Jason sort de l'eau et attaque un pêcheur dans son bateau en se glissant en dessous.

## Fiche technique
- Titre original : Friday the 13th Part VII: The New Blood
- Titre français : Vendredi 13, chapitre VII : Un nouveau défi
- Titre de tournage : Birthday Batch (littéralement : "lot d'anniversaire")
- Réalisation : John Carl Buechler
- Scénario : Manuel Fidello et Daryl Haney d'après les personnages de Victor Miller
- Décors : Richard Lawrence
- Costumes : Jacqueline Johnson
- Photographie : Paul Elliott (en)
- Montage : Maureen O'Connell, Martin Jay Sadoff et Barry Zetlin
- Musique : Harry Manfredini et Fred Mollin
- Production : Iain Paterson
  - Production exécutive : Frank Mancuso Jr.
- Sociétés de production : Paramount Pictures et Friday Four Films Inc.
- Pays :  États-Unis
- Langue : anglais
- Budget : 3,5 millions de $
- Format : Couleurs (Technicolor) - 35 mm - 1,85:1 - Ulta Stéréo
- Genre : horreur, slasher
- Durée : 88 minutes
- Dates de sortie :
  - États-Unis : 13 mai 1988
  - France : 20 juillet 1988
- Classification : Interdit aux moins de 12 ans lors de sa sortie en France.

## Distribution
- Kane Hodder : Jason Voorhees
- Lar Park-Lincoln (VF : Anne Rondeleux) : Tina Shepard
- Kevin Spirtas (VF : Bernard Gabay) : Nick
- Susan Jennifer Sullivan (VF : Emmanuèle Bondeville) : Melissa
- Terry Kiser (VF : Bernard Tiphaine) : Dr Crews
- Susan Blu (VF : Sylvie Feit) : Amanda Shepard
- Heidi Kozak (VF : Laurence Crouzet) : Sandra
- William Butler (VF : Jérôme Rebbot) : Michael
- Staci Greason (VF : Nathalie Régnier) : Jane
- Larry Cox : Russell
- Jeff Bennett (VF : Éric Etcheverry) : Eddie
- Diana Barrows : Maddy
- Elizabeth Kaitan (VF : Véronique Rivière) : Robin
- Jon Renfield (VF : Bernard Soufflet) : David
- Michael Schroeder (VF : Mark Lesser) : Dan
- Craig Thomas : Ben
- Diane Almeida : Kate
- Jennifer Banko : Tina Sheppard jeune
- Kerry Noonan : Paula (flashback)
- Thom Matthews (VF : Edgar Givry) : Tommy Jarvis adulte (flashback)
- John Shepperd  : Tommy Jarvis adolescent (flashback)
- Jennifer Cooke : Megan Garris (flashback)

## Production
La totalité de la production de ce film a été programmée, complétée et publiée en six mois ; le tournage a eu lieu d'octobre à novembre 1987 dans l'Alabama du Sud rural, près de Bay Minette.
C.J. Graham, qui avait interprété Jason dans le sixième film, devait à l'origine reprendre son rôle, mais le réalisateur John Carl Buechler a décidé d'engager Kane Hodder. Buechler avait vu la performance de Hodder dans le film Prison, sorti en 1988.
Dans Prison, Hodder a filmé une scène dans laquelle son personnage, un prisonnier exécuté sur la chaise électrique, s'élève de sa tombe ; Hodder avait suggéré à Buechler d'avoir des asticots qui sortent de sa bouche pendant la scène, afin d'accroître l'effet de la décomposition, et il a filmé la séquence avec des asticots vivants dans sa bouche. Finalement, Buechler a préféré Kane Hodder plutôt que C.J. Graham pour jouer Jason.
C.J. Graham était déçu car il espérait reprendre le rôle de Jason, mais il a exprimé sa satisfaction de voir la représentation de Hodder en Jason.

## Accueil

### Box-office
| Pays                          | Box-office     | Nbre de sem. | Classement TLT | Date  |
| Box-office États-Unis/ Canada | 19.170,001 $   | ? sem.       | 2.182e         | Total |
| Box-office France             | 59 543 entrées | ? sem.       |                | Total |

### Distinctions

#### Nominations
- Satellite Awards 2005 : Meilleur bonus DVD
- Saturn Awards 2014 : Meilleure collection DVD

## Autour du film
- Aucun personnage ne connaît Jason Voorhees hormis le Dr Crews.
- Cet épisode montre Jason avec son corps de zombie, on peut voir durant le film son squelette et sa tête de monstre.
- Le film a subi de larges coupures pour être gratifié d'un R par la MPAA. Tous les passages coupés sont désormais visibles sur Youtube.
- Ce film est le premier des quatre où Jason Voorhees est interprété par Kane Hodder, et l'acteur gardera ce rôle jusqu'en 2002 au dixième film.
- Le film est disponible, en France, en DVD dans deux éditions différentes mais éditées par Paramount, dont une édition donnant le film sous le titre de Vendredi 13 : Un nouveau défi, sans bonus. Pour la seconde édition, le film est titré Vendredi 13 : Chapitre 7, identique au DVD précédent, et sans bonus.
- Kane Hodder joue le rôle de Jason Voorhees après Ari Lehman , Warrington Gillette , Steve Daskawisz , Richard Brooker , Ted White et C.J. Graham.